# Decurio (Militär)
Ein Decurio („Zehnschaftsführer“, von lateinisch decem = zehn) war in der römischen Frühzeit der Führer einer Gruppe von zehn Legionären (Decurie) in der römischen Armee. Später war die kleinste Einheit einer Legion die Zeltgemeinschaft Contubernium von acht Mann. Dort übernahm der Decanus, ebenfalls als Zehnschaftsführer tituliert, im Rang eines Unteroffiziers das Kommando. In der Spätantike verändert sich das Amt des Decanus zu einem subalternen Beamten, an seine Stelle tritt als caput contuberni, wie Flavius Vegetius Renatus berichtet, der Decarchus.
Ursprünglich kannte auch die römische Reiterei eine Untergliederung jeder Turma in drei Decurien mit jeweils einem Decurio. Diese Bezeichnung für die Führer einer Kavallerieabteilung blieb bestehen, als es in den Alen der kaiserzeitlichen Auxiliarkavallerie nur noch einen Führer pro Turma gab, dieser also 30 bis 40 Mann führte. Dieser Decurio der Reiterei war einem centurio der Legion gleichgestellt; er stand rangmäßig aber über dem Centurio einer Auxiliarkohorte. Wie dieser trug der Decurio den auffälligen quergestellten Helmbusch (crista transversa). Er erhielt mindestens den vierfachen Sold eines einfachen Soldaten und hatte wahrscheinlich zwei zusätzliche Pferde (ein Wechselpferd und ein Packpferd).
Es ist also stets genau zu unterscheiden, in welchem Zusammenhang der Dienstgrad auftaucht: In den Legionen war er in der römischen Frühzeit und Republik wahrscheinlich nur ein hoher Mannschaftsdienstgrad (immunis), in den Alen der Kaiserzeit war er dagegen ein sehr prestigeträchtiger Offiziersposten.
Das Byzantinische Heer war ebenfalls in Contubernia unterteilt, denen ein Decurio (griechisch Dekarch) vorstand.